# Dentro (La Bottega dell'Arte)
Dentro è il secondo disco del complesso musicale romano La Bottega dell'Arte pubblicato nel 1977, a due anni di distanza dal fortunato album d'esordio, intitolato semplicemente La Bottega dell'Arte. L'album è stato registrato e mixato da Franco Finetti presso gli studi "Quattro 1" di Roma da gennaio a marzo 1977.

## Descrizione
L'uscita del disco viene anticipata dal singolo Che dolce lei, che ottiene successo in termini di vendite, riuscendo a bissare le precedenti uscite su 45 giri del complesso. Si tratta di un brano delicato, dalle tematiche molto intime e tanto care alla popolazione adolescenziale, l'amore è infatti uno dei temi più usati dalla band dei fratelli Calabrese per promuovere la propria musica d'autore. In questa ballata si parla della prima volta di questa "lei", di particolare effetto il ritornello che recita: «...Che dolce lei, coi suoi timori di sbagliare insieme a me, che non sapeva ancora amare e non parlò, piccola donna nei suoi sogni mi portò...».
Come Lato B, come nel caso della precedente "Amore nei ricordi", viene scelta una strumentale, in questo caso Pastelli: tuttavia, questo brano non è stato incluso nel Long Playng.
Le tematiche dell'album non si discostano molto dal singolo di lancio; l'amore viene sviscerato nelle sue più svariate forme, trovando sempre un sapiente intreccio fra le voci dei componenti la formazione e i tappeti di tastiere a rendere "pieno" il suono, contornato dai soli elettrici di chitarra di Romano Musumarra.
Tra gli episodi più riusciti del disco si ricordano la titletrack Dentro ed Il suo sguardo, la malinconia, la mia poesia.
Rispettando le tendenze progressive del disco precedente, il complesso cerca sonorità particolari in Incontro, Musicante e Canzone del sole d'inverno dove si sentono influssi d'oltremanica sia nella struttura dei brani che negli originali arrangiamenti, contornati da strumenti particolari e dal sapiente utilizzo dei sintetizzatori.
I testi si fanno più maturi, lasciando meno spazio alle divagazioni fiabesche del disco precedente, mettendo in luce una certa vena malinconica della musica, creando quell'alone tipico delle band italiane degli anni settanta, divise tra il tentativo di catturare l'attenzione del pubblico giovane e nello stesso tempo di riuscire a farsi apprezzare anche da una fascia di pubblico più propensa alla musica di qualità.
La Bottega dell'Arte rimane suo malgrado a metà del ponte, non essendo totalmente "pop" per poter allargare il bacino di possibile ascolto, ma nemmeno così marcatamente "diversa" da rientrare nella categoria di artisti del calibro della PFM.
Venature rock le possiamo trovare in A Renèè e L'ultima storia, dove s'incrociano interessanti sonorità psichedeliche, con un finale che sembra ispirato alla musica ambientale di Mike Oldfield.
In Quando una donna assistiamo ad un esperimento sonoro, "all'avanguardia" per l'epoca, con effetti particolari sulla voce introduttiva del brano.
Il discreto successo di questo disco porta il complesso ad essere uno dei più apprezzati del filone melodico italiano di quel periodo, sorpassati solo dai "giganti" di quel tempo quali Pooh, Il Giardino dei Semplici, Collage, Homo Sapiens e Cugini di Campagna.
Questo disco risulterà, a posteriori, il miglior disco della breve carriera del quintetto romano; infatti i lavori successivi non otterranno lo stesso apprezzamento dalla critica e dal pubblico, lasciando al solo singolo Bella sarai, pubblicato nel 1978, l'onore di arrivare fino al terzo posto della classifica dei singoli più venduti, apice della popolarità della carriera della band.

## Tracce
1. Dentro – 4:56
2. Il suo sguardo, la malinconia, la mia poesia – 4:56
3. Che dolce lei – 3:35
4. A Renée – 3:55
5. Canzone del sole d'inverno – 3:15
6. Quando una donna – 3:18
7. Incontro – 3:12
8. Musicante – 5:18
9. Questa sera è per noi – 4:07
10. L'ultima storia – 4:32

## Formazione
- Piero Calabrese: voce, tastiere
- Massimo Calabrese: basso, chitarre
- Romano Musumarra: tastiere, flauto, chitarre
- Fernando Ciucci: voce, chitarre
- Alberto Bartoli: batteria, percussioni

## Singoli estratti
- (Che dolce lei - Pastelli)